# Britt Lafforgue
Brigitte "Britt" Lafforgue (ur. 5 listopada 1948 w Bagnères-de-Luchon) – francuska narciarka alpejska.

## Kariera
W zawodach Pucharu Świata zadebiutowała w sezonie 1967/1968. Pierwsze punkty wywalczyła 1 marca 1968 roku w Abetone, gdzie zajęła trzecie miejsce w slalomie. W zawodach tych wyprzedziły ją jedynie dwie rodaczki: Florence Steurer i Annie Famose. W kolejnych startach jeszcze 14 razy stawała na podium, odnosząc przy tym 7 zwycięstw: 1 lutego 1970 roku w Abetone, 14 stycznia 1971 roku w Grindelwald, 4 lutego 1971 roku w Mürren, 13 stycznia 1972 roku w Bad Gastein, 19 stycznia 1972 roku w Grindelwald i 18 lutego 1972 roku w Banff wygrywała slalomy, a 18 marca 1972 roku w Pra Loup była najlepsza w gigancie. W sezonie 1971/1972 zajęła trzecie miejsce w klasyfikacji generalnej, w klasyfikacji slalomu była najlepsza, a w klasyfikacji giganta trzecia. Ponadto w sezonie 1970/1971 także zwyciężyła w klasyfikacji slalomu (w klasyfikacji generalnej była szósta).
Wystartowała na igrzyskach olimpijskich w Sapporo w 1972 roku, gdzie zajęła ósme miejsce w gigancie, a w slalomie została zdyskwalifikowana.
Jest córką narciarzy: Szwedki May Nilsson i Francuza Maurice’a Lafforgue’a. Jej mężem jest także narciarz Henri Duvillard, a siostrą bliźniaczką narciarka Ingrid Lafforgue. Jest też siostrzenicą szwedzkiego narciarza Åke Nilssona, szwagierką francuskiego narciarza Adriena Duvillarda i teściową francuskiego narciarza Frédérica Covili. Jest także ciotką francuskich narciarzy dowolnych: Juliena Regnier-Lafforgue’a i Cédrica Regnier-Lafforgue’a.

## Osiągnięcia

### Igrzyska olimpijskie
| Miejsce | Dzień     | Rok  | Miejscowość | Konkurencja | Czas biegu | Strata | Zwyciężczyni       |
| ------- | --------- | ---- | ----------- | ----------- | ---------- | ------ | ------------------ |
| 8.      | 8 lutego  | 1972 | Sapporo     | Gigant      | 1:29,90    | +2,90  | Marie-Theres Nadig |
| DSQ1    | 11 lutego | 1972 | Sapporo     | Slalom      | 1:31,24    | -      | Barbara Cochran    |

### Mistrzostwa świata
| Miejsce | Dzień     | Rok  | Miejscowość | Konkurencja | Czas biegu | Strata | Zwyciężczyni       |
| ------- | --------- | ---- | ----------- | ----------- | ---------- | ------ | ------------------ |
| 8.      | 8 lutego  | 1972 | Sapporo     | Gigant      | 1:29,90    | +2,90  | Marie-Theres Nadig |
| DSQ1    | 11 lutego | 1972 | Sapporo     | Slalom      | 1:31,24    | -      | Barbara Cochran    |

### Puchar Świata

#### Miejsca w klasyfikacji generalnej
- sezon 1967/1968: 18.
- sezon 1968/1969: 25.
- sezon 1969/1970: 9.
- sezon 1970/1971: 6.
- sezon 1971/1972: 3.
- sezon 1972/1973: 28.

#### Miejsca na podium
1. Abetone – 1 marca 1968 (slalom) – 3. miejsce
2. Maribor – 18 stycznia 1970 (slalom) – 2. miejsce
3. Abetone – 1 lutego 1970 (gigant) – 1. miejsce
4. Vancouver – 1 marca 1970 (slalom) – 2. miejsce
5. Voss – 14 marca 1970 (slalom) – 3. miejsce
6. Oberstaufen – 8 stycznia 1971 (gigant) – 2. miejsce
7. Grindelwald – 14 stycznia 1971 (slalom) – 1. miejsce
8. Schruns – 21 stycznia 1971 (slalom) – 2. miejsce
9. Mürren – 4 lutego 1971 (slalom) – 1. miejsce
10. Bad Gastein – 13 stycznia 1972 (slalom) – 1. miejsce
11. Grindelwald – 19 stycznia 1972 (slalom) – 1. miejsce
12. Banff – 18 lutego 1972 (slalom) – 1. miejsce
13. Heavenly Valley – 1 marca 1972 (gigant) – 3. miejsce
14. Pra Loup – 18 marca 1972 (gigant) – 1. miejsce
15. Mont-Sainte-Anne – 3 marca 1973 (slalom) – 3. miejsce